# 十字尾翼

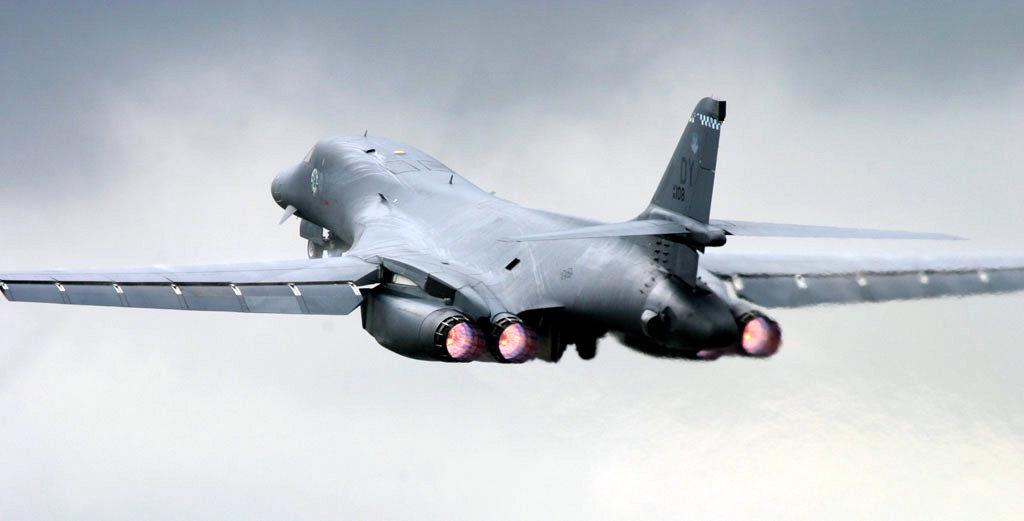
ロックウェル B-1 ランサーの十字尾翼

十字尾翼（英語: Cruciform tail）または十字翼は、航空機の尾翼構成であり、航空機の正面または背面から見ると、十字のように見える。通常の配置では、水平尾翼が垂直尾翼の中央付近で胴体の上部より上で交差する。この設計は、水平尾翼をジェット排気、プロペラおよび翼の伴流から離して配置するために使用される。また、舵に乱されない気流を提供するためにも使用される。
十字形の尾を持つ航空機の例には、ロッキード ジェットスター、 CF-100 カナック 、ブリティッシュ・エアロスペース ジェットストリーム、フェアチャイルド・スウェアリンジェン メトロライナーおよびロックウェルB-1 ランサーなどがある。

## ギャラリー

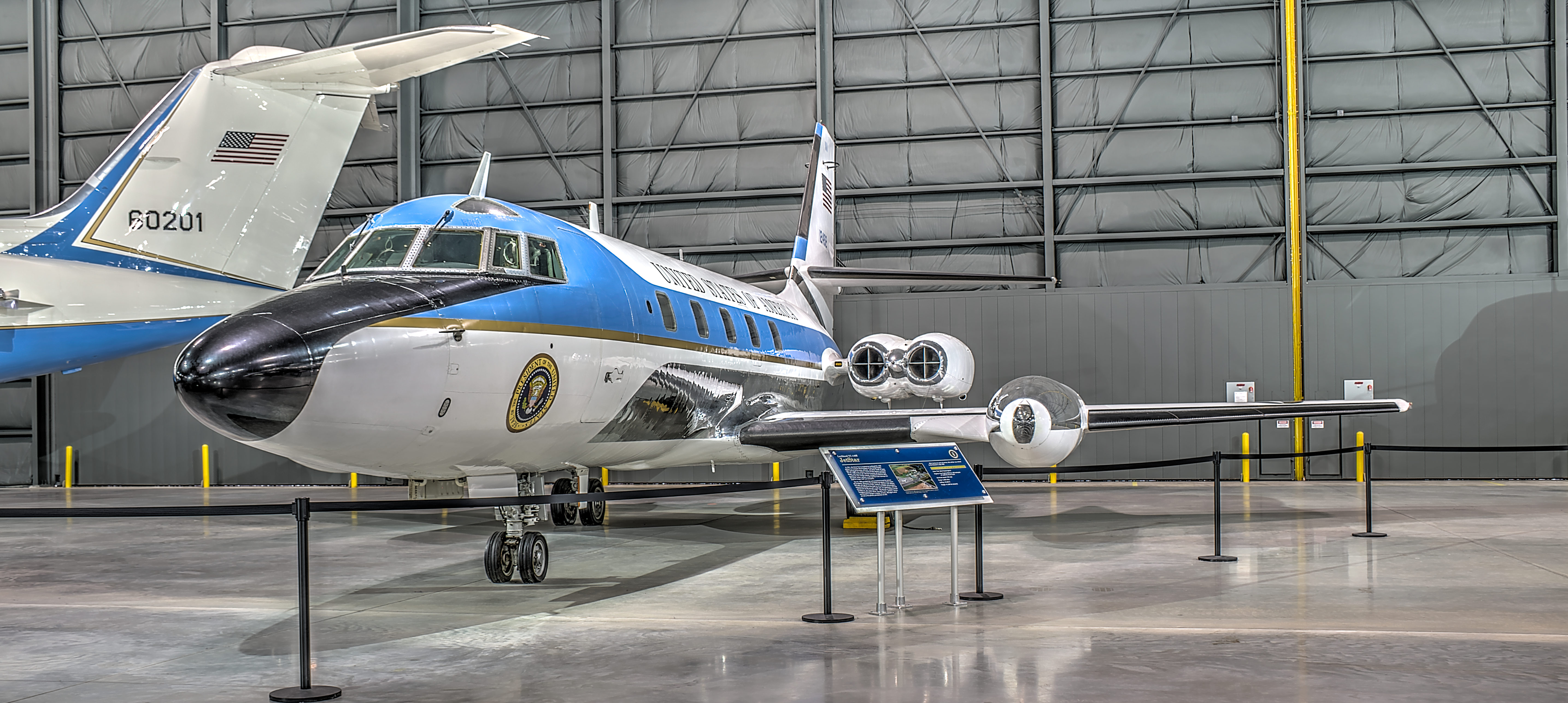
ロッキード ジェットスターの十字尾翼（国立アメリカ空軍博物館）
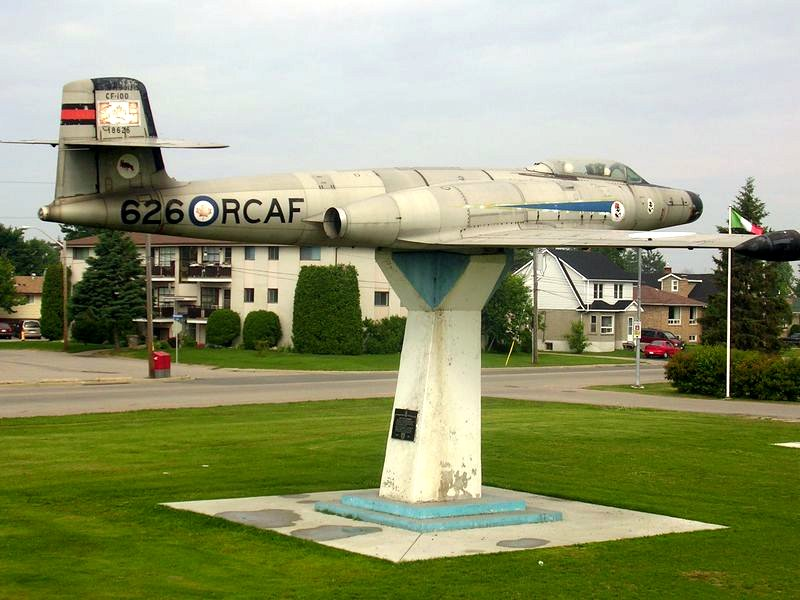
十字形デザインテールのアブロ・カナダ CF-100 カナック
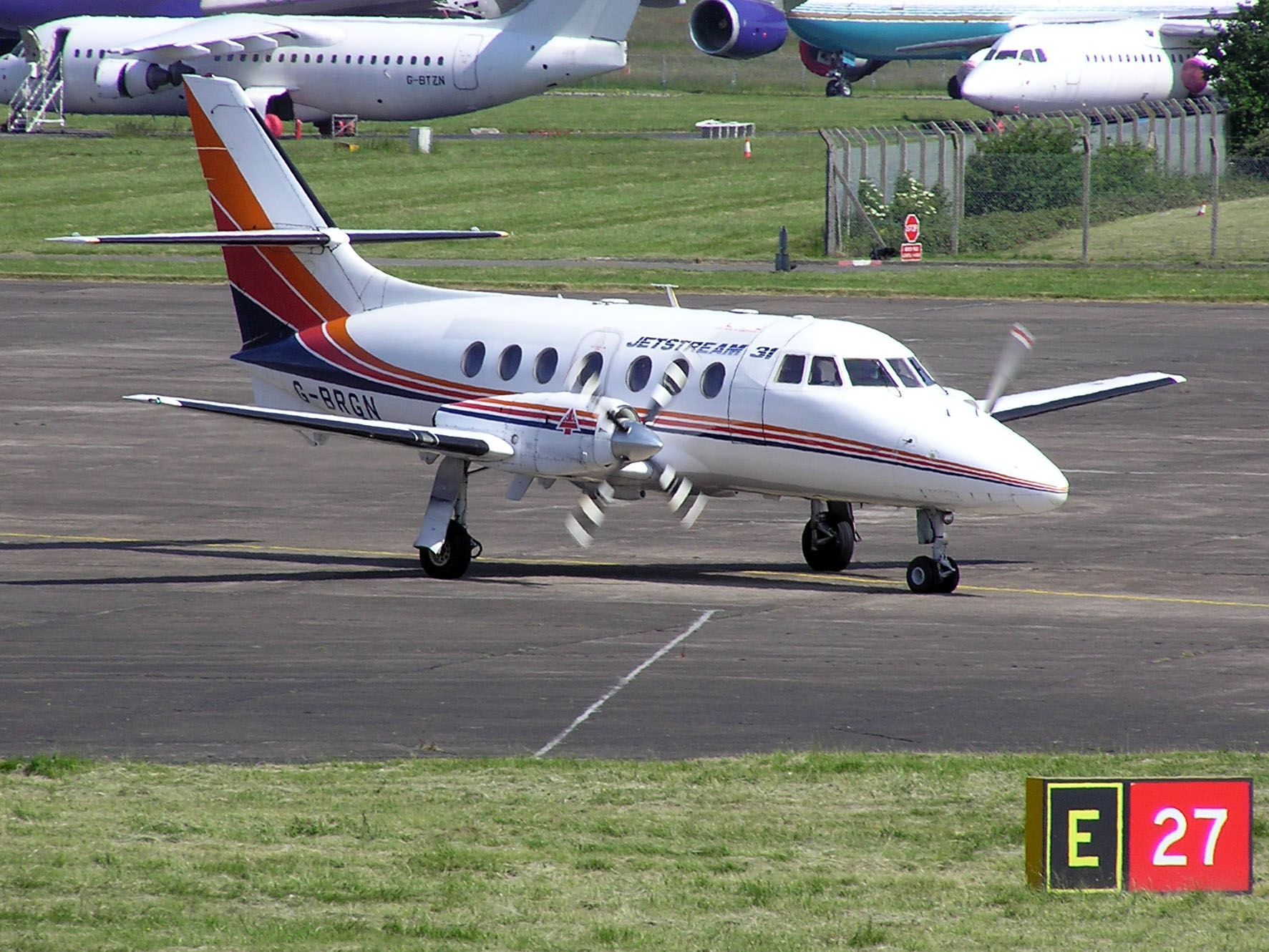
ブリティッシュ・エアロスペース ジェットストリーム（英語版）の十字尾翼
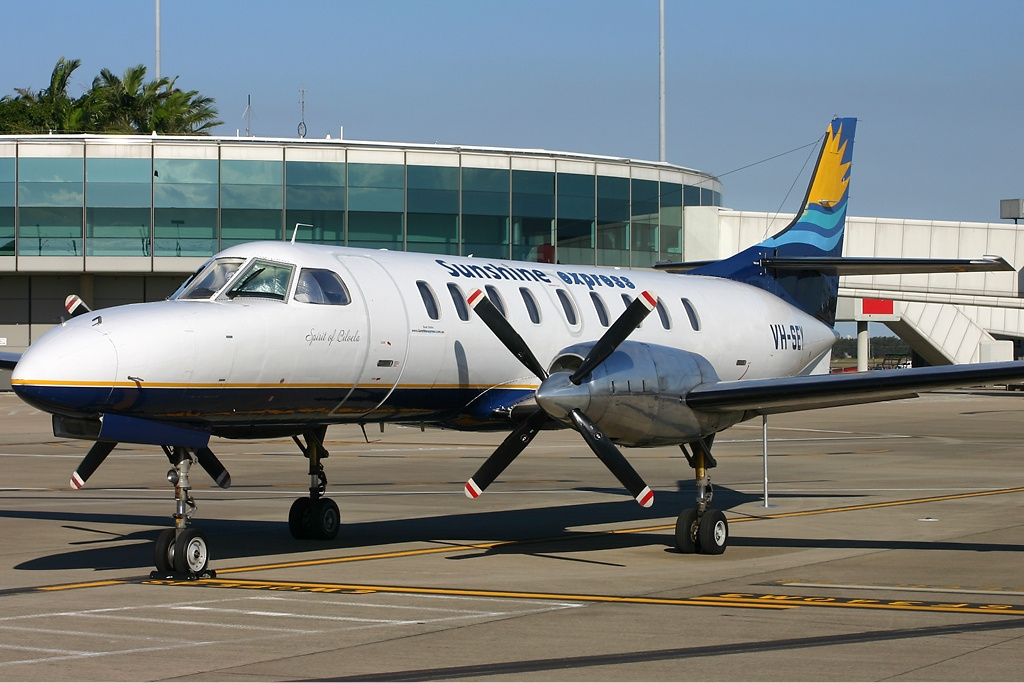
フェアチャイルド・スウェアリンジェン メトロライナーの十字尾翼